# Vlado Černozemski
Vlado Černozemski (bulgaro: Владо Черноземски) (Velingrad, 19 ottobre 1897 – Marsiglia, 9 ottobre 1934) è stato un rivoluzionario e terrorista bulgaro, membro dell'Organizzazione Rivoluzionaria Interna Macedone e responsabile dell'omicidio del re Alessandro I di Jugoslavia ed indirettamente di quello del ministro degli esteri francese Louis Barthou nell'attentato di Marsiglia.